# Adlington (Cheshire)
Adlington – wieś w Anglii, w hrabstwie ceremonialnym Cheshire, w dystrykcie (unitary authority) Cheshire East. Leży 53 km na wschód od miasta Chester i 243 km na północny zachód od Londynu. W 2001 miejscowość liczyła 1081 mieszkańców.